# Биг-Бенд (тауншип, Миннесота)
Биг-Бенд (англ. Big Bend) — тауншип в округе Чиппева, Миннесота, США. На 2000 год его население составило 257 человек.

## География
По данным Бюро переписи населения США площадь тауншипа составляет 92,7 км², из которых 92,6 км² занимает суша, а 0,1 км² — вода (0,11 %).

## Демография
По данным переписи населения 2000 года здесь находились 257 человек, 105 домохозяйств и 70 семей.  Плотность населения —  2,8 чел./км².  На территории тауншипа расположено 124 постройки со средней плотностью 1,3 построек на один квадратный километр. Расовый состав населения: 99,61 % белых и 0,39 % азиатов.
Из 105 домохозяйств в 30,5 % воспитывались дети до 18 лет, в 61,0 % проживали супружеские пары, в 1,0 % проживали незамужние женщины и в 33,3 % домохозяйств проживали несемейные люди. 28,6 % домохозяйств состояли из одного человека, при том 14,3 % из — одиноких пожилых людей старше 65 лет. Средний размер домохозяйства — 2,45, а семьи — 3,07 человека.
26,1 % населения — младше 18 лет, 7,0 % — в возрасте от 18 до 24 лет, 23,7 % — от 25 до 44, 27,6 % — от 45 до 64, и 15,6 % — старше 65 лет. Средний возраст — 42 года. На каждые 100 женщин приходилось 110,7 мужчин.  На каждые 100 женщин старше 18 приходилось 118,4 мужчин.
Средний годовой доход домохозяйства составлял 39 375 долларов, а средний годовой доход семьи —  46 563 доллара. Средний доход мужчин —  26 250  долларов, в то время как у женщин — 22 500. Доход на душу населения составил 18 435 долларов. За чертой бедности находились 1,4 % семей и 4,8 % всего населения тауншипа, из которых 8,2 % младше 18 и 8,5 % старше 65 лет.